# Galaxie naine de la Grande Ourse II
Ursa Major II est une galaxie naine sphéroïdale satellite de la Voie lactée située dans le Groupe local à environ 30 kpc (∼97 800 al) de notre galaxie dans la constellation de la Grande Ourse. Cette galaxie à faible brillance de surface est l'une des moins lumineuses connues, sa magnitude absolue étant évaluée à seulement -4,2, c'est-à-dire à peine 4 000 L☉, autrement dit moins que la plupart des amas globulaires et que certaines étoiles de notre galaxie telles que Canope. Sa masse totale — matière baryonique + matière noire — est cependant évaluée à 5 × 106 M☉, d'où un rapport masse/luminosité de l'ordre de 2 000 ; cette valeur est cependant probablement fortement surestimée compte tenu du fait que cette galaxie est en train d'être dispersée sous l'effet des forces de marée galactique provoquées par la Voie lactée.
Ursa Major II est constituée d'étoiles de population II, c'est-à-dire d'étoiles âgées de faible métallicité — [Fe/H] ≈ −2,44 ± 0,06, soit 300 fois moins de métaux que dans le Soleil.